# Диллон, Бренден
Бренден Диллон (англ. Brenden Dillon; род. 13 ноября 1990, Сарри, Британская Колумбия) — канадский профессиональный хоккеист, защитник клубов национальной хоккейной лиги «Даллас Старз» (2011—2015 гг.), «Сан-Хосе Шаркс» (2014—2020 гг.), «Вашингтон Кэпиталз» (2019—2021 гг.), «Виннипег Джетс» (2021—2024 гг.), «Нью-Джерси Девилз» (с 2024 года). Игрок сборной Канады по хоккею с шайбой.

## Биография
Диллон родился 13 ноября 1990 года в Сарри, Британская Колумбия, в Канаде. Его отец до переезда в Торонто жил в Португалии, поэтому Диллон говорит по-французски и по-португальски. Младшая сестра играла в пляжный волейбол за Йоркский университет.

## Клубная карьера
Диллон в юношестве увлекался игрой в волейбол, баскетбол, футбол. Занимался легкой атлетикой в начальной и старшей школе, посещал частную католическую начальную школу и неоднократно становился лучшим легкоатлетом на дистанциях 100 и 200 метров, а также в прыжках в длину. В возрасте 15 лет Диллон начал летние тренировки в Impact Hockey Development и получил место в команде junior B Hope Icebreakers Тихоокеанской юниорской хоккейной лиги (PIJHL). В 2007 году был подписан контракт с «Сиэтл Тандербёрдз».
Диллон провел в «Сиэтле» четыре сезона, набрав 85 очков в 271 игре. 1 марта 2011 года, будучи свободным агентом НХЛ, Диллон подписал трехлетний контракт с клубом Национальной хоккейной лиги «Даллас Старз».

### Даллас Старз
После подписания контракта с «Далласом» Бренден был переведен в клуб Американской хоккейной лиги (АХЛ) «Техас Старз» и отыграл там оставшуюся часть сезона 2010/11 годов.
Дебютировал в НХЛ 8 апреля 2012 года в матче против «Сент-Луис Блюз». Провёл на льду 19:59 минут и нанес шесть бросков по воротам. Диллон завершил сезон в составе «Техас Старз», сравнявшись с Джорди Бенном по количеству результативных передач среди защитников команды но «Техас Старз» в том сезоне не смогли выйти в плей-офф Кубка Колдера.
Из-за локаута в НХЛ в сезоне 2012/13 годов Диллон начал игровой год в «Техас Старз», а затем перешел в «Даллас», как только был дан старт сезону в основной лиги.
В следующем сезоне Диллон провел весь игровой год в составе «Даллас Старз» и достиг новых карьерных высот. Он завершил сезон, набрав 17 очков в 80 матчах регулярного чемпионата, а его рейтинг «плюс-минус» занял четвертое место среди всех защитников НХЛ. 2 октября 2014 года Диллон подписал продление контракта на один год, чтобы остаться с «Далласом» до конца сезона 2014/15 годов.

### Сан-Хосе Шаркс
21 ноября 2014 года Диллон был переведён в «Сан-Хосе Шаркс» в обмен на защитника Джейсона Демерса. На момент обмена Диллон отдал три результативные передачи в 20 матчах. После прихода в «Сан-Хосе» Диллон стал играть в паре с ветераном Брентом Бернсом. Сезон 2014/15 годов Диллон завершил в составе «Сан-Хосе Шаркс», забив два гола и отдав семь результативных передач в 60 матчах. 29 июня 2015 года, будучи временно свободным агентом, Диллон подписал пятилетний контракт с «Сан-Хосе» на сумму 16,35 миллиона долларов со средней годовой доходностью в 3,27 миллиона долларов за сезон до конца сезона 2019/20 годов. В первый же год своего нового контракта Диллон набрал 11 очков в 79 матчах.
В своем третьем полном сезоне в «Шаркс» Диллон отличился в атаке и установил новые рекорды в карьере по количеству передач и очков. 5 декабря 2017 года Департамент безопасности игроков НХЛ объявил, что Диллон был дисквалифицирован на одну игру за удар Мэдисона Боуи из «Вашингтон Кэпиталз».
По итогам сезона 2018/19 годов Диллон был удостоен первой награды «Сан-Хосе Шаркс», как игрок, который благополучно сотрудничает и общается со СМИ.

### Вашингтон Кэпиталз
По окончании сезона 2019/20 годов, когда «Шаркс» выбыли из плей-офф, а Диллон отыграл последний сезон по контракту, канадский хоккеист был обменян в «Вашингтон Кэпиталз».
6 октября 2020 года Диллон решил отказаться от карьеры свободного агента и подписал четырехлетний контракт с «Кэпиталз» на сумму 15,6 миллиона долларов.

### Виннипег Джетс
26 июля 2021 года «Кэпиталз» обменяли Диллона в «Виннипег Джетс». Позже, 17 декабря 2021 года, в своей первой игре против «Кэпиталз» после обмена, Диллон забил свой первый гол за «Виннипег Джетс».
1 мая 2022 года Диллон был удостоен мемориальной премии Дэна Снайдера, которая является примером игрока, в наибольшей степени воплощающего упорство, преданность делу и трудолюбие. В сезоне 2021—2022 годов он занял 1-е место в составе «Джетс» по блок-шотам, 1-е место в «файтинг мейджорз», 2-е место по попаданиям, 2-е место по показателю «плюс-минус» и в 3-й раз в своей карьере набрал 20 очков.

### Нью-Джерси Девилз
1 июля 2024 года в качестве свободного агента Диллон подписал трёхлетний контракт с «Нью-Джерси Девилз» на сумму $12 млн.

## Карьера в сборной
В 2013 году Диллон был вызван в национальную сборную Канады для участия в чемпионате мира по хоккею, который состоялся в Швеции и Финляндии. На том турнире он забил один гол в восьми матчах, а сборная Канады проиграла в четвертьфинале будущему чемпиону турнира Швеции.

## Общественная позиция
Бренден Диллон сотрудничает с некоммерческой молодежной хоккейной организацией HEROES, базирующейся в Западной Канаде, где является послом. Благодаря ему был открыт дополнительный офис HEROES в родном городе хоккеиста Сарри, Британская Колумбия.